# سن القبول

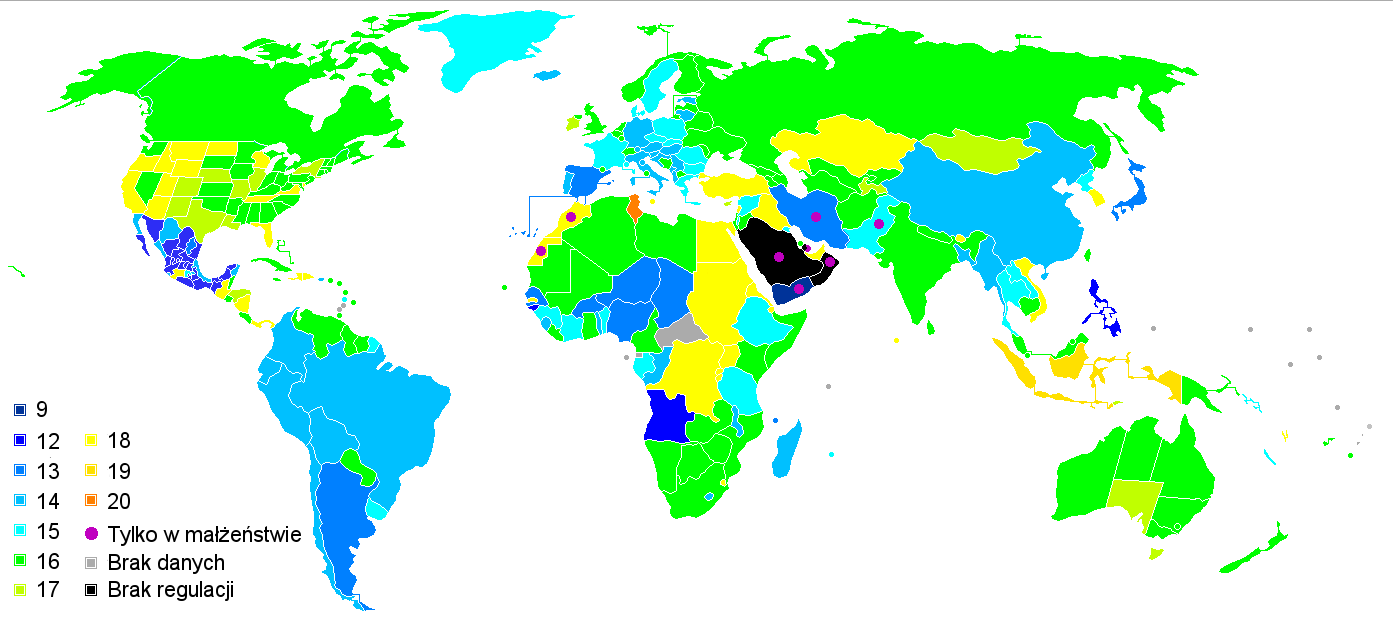
بداية سن الرشد حول العالم

سن القبول أو سن الرضا أو سن الرشد الجنسي هو السن الذي يُعد فيه الشخص مؤهلًا قانونيًا للموافقة على النشاط الجنسي. وبالتالي، فإن الشخص البالغ الذي ينخرط في نشاط جنسي مع شخص أصغر من سن الرشد الجنسي لا يستطيع الادعاء بشكل قانوني بأن النشاط الجنسي كان بالتراضي ، ويمكن اعتبار هذا النشاط الجنسي اعتداءً جنسيًا على الأطفال أو اغتصابًا قانونيًا. يعتبر الشخص الذي يقل عمره عن الحد الأدنى للسن الضحية وشريكه الجنسي هو الجاني، على الرغم من أن بعض الولايات القضائية تقدم استثناءات من خلال قوانين روميو وجولييت إذا كان أحد المشاركين أو كلاهما دون السن القانونية وكانا قريبين من العمر.
عادة لا يظهر مصطلح سن الرضا في القوانين.